# OVER LIMIT
OVER LIMIT（オーバーリミット）は大阪府堺市出身の高速スカパンクバンド。略称は「オバリミ」。
1997年にTHE SUICIDE MACHINES、NOFX、OPERATION IVY、LESS THAN JAKEに憧れて結成。
幾度かのメンバーチェンジを経ながらも、一度も解散・休止すること無く、現在まで大阪を拠点に全国でライブ活動中。
THE SUICIDE MACHINES / VOODOO GLOW SKULLS / The toasters / Buck-O-Nine / LEFT ALONE /Authority Zero / J.NAVARRO & THE TRAITORS など数々の海外アーティストのジャパンツアーをサポート。
2016年よりDUSTBOX RECORDSに所属。
2022年 結成25周年を迎える。大阪城音楽堂にて自身初となる野外フェス「やるならやらねば-大坂秋の陣-」を2DAYS 開催。
2024年より新メンバーを迎え現体制となる。

## メンバー

### 現在のメンバー
- MASAYA（Gt、Vo）

人の特徴を誇張した似顔絵を得意とする。オリジナルブランド saiboupaintart を展開中。 趣味は、ダーツ、ビリヤード（大阪代表の経験もあり）、写真など。ミニ四駆 YouTuber「ハンマー(ハンマーヘッドサーカス)」としても活躍中。1979年12月11日堺生まれ
- GUSSAN（Gt、Cho）

バンド外ではDJ Gussanとしても活動中。地元堺のライブハウス堺東Goithに店長として在籍。学生時代にはMcDonald全国クルーの大会(AJCC)で優勝（マネージャー部門）。地元堺のだんじり祭で21年間大工方を務めた（引退）。
怪談、都市伝説、心霊等、オカルト大好き。 1978年5月27日堺生まれ
- NISHI（Dr、Cho）

　 本格的な二郎系Foodの出店(にしじろう)等でライブハウスグルメ達の舌を唸らせる。見た目と反してシステムエンジニアとしても活躍中。プロレスが大好き（WWFの大ファン）、お笑いも大好き。

### ・MAKOTO(Ba,Cho)
レフティーベーシスト 2024年サポートメンバーを経て正式に加入。

### 過去のメンバー(パート)在籍年
- KENTA（Dr）1997-2016
- KOJI（Ba）1997-2001（現 SPIDER CABINETS）
- SOGAMAN（Ba）2001-2006
- YUTA（Ba）2006-2013
- ペーター(Dr) 2017-2018
- JUN(Ba) 2013-2024

### 過去のサポートメンバー
- MANABU（Dr）2016-2017（ex.KNUCKLES/現NORTHmanNose）
- 宙也（Ba）2016-2017（aivolic）
- 健ちゃん（Dr）2019（MischiefMakers）
- BUN (Dr)2019 (ex.HARVEST)

## 概要
90年代後半のスカ・パンク・シーンに大きな刺激を受け、1997年にMASAYAを中心にOVER LIMIT結成。初期メンバーはKENTA(Dr)、KOJI(Ba)の3ピースでの活動となる。
2001年KOJI脱退。GUSSAN(Gt)、SOGAMAN(Ba)が加入し4ピースでの活動を開始。
2006年SOGAMAN脱退。YUTA(Ba)加入。
スカ・パンクを大阪BAYSIDE JENNYを拠点に活動。00年代初頭に巻き起こった日本語、青春パンクにも影響を受け、日本語ギターロック路線へ音楽性を大きくシフトする。自らを感情ロックと称して活動。
カメレオン、さよなラビット、青春切符などの楽曲はこの頃に生まれた。
2008年 MINAMI WHEEL2008に出演。
2010年にGELUGUGUより「1日だけスカ・パンクで復活してくれないか？」との誘いを受け、スカ・パンク復活。
再び自らの原点と言えるスカ・パンクへ回帰するきっかけとなった。
参考 ※2008/7/18(日) 大阪 BIG CAT
『SKA FEVER SPECIAL -BACK TO THE 1999
BACK TO THE BAYSIDE JENNY-』
w/GELUGUGU / DOBERMAN / SNAIL RAMP/ REDEMPTION 97/ THE CHERRY COKE$
10月 Authority Zero JAPAN TOUR 2010 出演。※心斎橋DROP
2013年4月 COMING KOBE 13に出演
5月 SAKAI MEETING 2013に出演。
YUTA脱退。JUNが加入。
2015年3月 VOODOO GLOW SKULLS JAPAN TOUR 2015"大阪編 出演。
4月 COMIN'KOBE 15に出演。
9月 The Toasters のJAPAN TOUR 大阪編 出演。
10月 MINAMI WHEEL2015 出演
※KING COBRA 会場入場規制(動員300人を超える)
2016年長年の持病でもあった腰痛悪化の為KENTA脱退。KENTA脱退後は、Dr.MANABU（ex.KNUCKLES）、Ba.宙也（aivolic）、Ba.YUTA(ex.OVER LIMIT)、Dr.ペーターのサポートを受け活動する。
2017年10月 大阪屋内フェス「ミナミノオト」をRUDE STOMPERS、DRUN'C'ROVERSと3バンドで共同主催開催。※味園ユニバース
会場フロアにはプロレスリングを立て、プロレスラー(アルティメットスパイダーJr.選手、グンソ選手、タコヤキーダー選手、カブキキッド選手)の試合も行われた。
OVER LIMIT出演時には、MV「Calling me」の再現が行われバンドライブ＋プロレスのコラボが実現し話題になった。
12月 結成20周年を記念し、自己初のベストアルバム「THE BEST」をDUSTBOX RECORDSよりリリース。
2018年1月 47都道府県制覇ツアーを敢行。
4月 RUDE BONES 25周年 Hey! Rudies! it′s “Just Started” Tour!に参加　w/ DORBERMAN / RUDE STOMPERS / DJなまこ
2019年 地元堺を盛り上げたい、その一心でOVER LIMIT自主企画「やるならやらねば」を堺東Goithにて復活。
1月 絶叫する60度と２マンライブ。※堺東Goith やるならやらねば 其の壱
3月 ケミカル⇄リアクション、ANARCHY STONE、aivolicをゲストに迎え開催。※堺東Goith やるならやらねば 其の弐
健ちゃん（MischiefMakers）、NISHI(100jam)、BUN(ex.HARVEST)のサポートを受け活動。
5月5日 川崎 CLUB CITTA'で開催、DALLAX presents 『MUSIC DAY 2019 Hoppin' & Steppin' SHOW CASE 2019』 へ初出演を果たす。
5月24日 SAKAI MEETING （GOOD 4 NOTHING / THE CHINAWIFE MOTORS）からの要請により、カリフォルニアスカパンクの代表格Buck-O-Nineと、Hellcat Recordsの雄LEFT ALONEのJAPAN TOUR 大阪編を心斎橋Pangea&心斎橋CLAPPERにて２会場SKAサーキットイベントを主催。
6月15日  SHACHI、MUSHAxKUSHA、ギャーギャーズ、ケミカル⇄リアクションを迎え自主イベント開催。※堺東Goith やるならやらねば 其の参
6月23日 堺をSKAの聖地に！をテーマに堺東Goithと共同主催SKAイベント【GOISKA GO！】を立ち上げる。
初回は、GELUGUGU、ORESKABANDをはじめとする全国のSKA BANDが９バンド、DJ陣が集結。SOLDOUT。
10月サポートメンバーを経てNISHI（Dr.）が正式メンバーとして加入。
10月17日　SKA/SKA PUNK界のレジェンド THE SUICIDE MACHINES のJAPAN TOUR 2019 に大阪編をツアーサポート。
（※堺東Goithにて、THE SUICIDE MACHINES、POTSHOT、COQUETTISHを迎え【GOISKA GO!!EXTRA】を開催。SOLDOUT。 ）
11月2日　DALLAX主催【スカコア電撃大作戦】2019に出演。w/DALLAX / skaskaskaclub /MAYSON's PARTY / STEP BY STEP
2020年 2月16日 大阪SUNHALLにて開催のBAYSKA JAPAN2020に出演。
2022年 結成25周年を迎える。
2022年4月 滋賀県最大級フェス SKA FREAKS主催【北近江 FREAKY JAMMiN'2020】に出演。
8月 【EAT THE ROCK 2022】 に出演。
10月 大阪野外音楽堂にて自身初の野外フェス【やるならやらねば -大坂秋の陣-】を2DAYS 主催開催。
DAY1: w/  GOOD4NOTHING / BUZZ THE BEARS / Xmas Eileen / POT / THE→CHINA WIFE MOTORS  / SHACHI / EASTBAY / HAKAIHAYABUSA /SUNSHINE DUB   /  ケミカル⇄リアクション
DAY2: w/ KEMURI / POTSHOT / DOBERMAN / THE CHERRY COKE$ / The Gelugugu / ORESKABAND
2023年 5月 路地裏ROCK - Goith 店長 Gussan 45th BIRTHDAY SP!! - を堺東Goithにて開催。
スペシャルゲストに、大槻マキ氏を迎えコラボ出演。
w / 大槻マキ and more...
2024年1月 京都MUSE  SKANKIN' CAPITAL 2024 に出演。
w / THE AUTOCRATICS / COQUETTISH / DUCK MISSILE / SKA FREAKS  / vagarious vagabondage / and more...

3月 SKA STREET 2024 (下北沢ReG / MOSAiC 2会場サーキットイベント)に出演
w / CHANGE UP / COQUETTISH / MAYSON's PARTY / RONDONRATS / SEVEN STEP / SKA PUNK ZOMBIES / THE AUTOCRATICS / THE GELUGUGU / THE SPYMAKER / and more...
3月 新潟LOTS ケミカル⇄リアクション 10周年イベント「ケミ10祭~DAY3~」に出演。
w / ケミカル⇄リアクション / THE FOREVER YOUNG / LOOSELY / Untitled / odd five /  MUSHA×KUSHA / 鶴 / セックスマシーン!! / Uran
3月 JUN脱退。Ba.MAKOTO(ex.3rdFace)のサポートを受け活動開始。

4月 堺東Goith 、Sillys(Vo＆Gt：高野哲【ZIGZO／DISCO VOLANTE】 ・Vo＆Ba：Chirolyn【hide with Spread Beaver】 ・Vo＆Drs：木村世治【ZEPPET STORE】) ツアーサポート
6月 堺東Goith GOISKA GO！！- Goith 20th ANNIVERSARY - 2DAYS開催。
DAY1  
w/ the OLDTONES / THE REDEMPTION / RUDE STOMPERS / THE SPYMAKER / エイリアンズ / DJ: サイトウ (SKANKIN'HOURS) / おまつ (Play it!! / BLAST OFF!!) / 皆川マン (Let's Do Nuts) / NABESHI (Let's Do Nuts)
DAY2
【THE GELUGUGU vs OVER LIMIT Special 2MAN -Goith 20th ANNIVERSARY-】
w / THE GELUGUGU <2MAN LIVE>
7月 堺東Goith 堺轟音9 -SAKAI GOES ON- Goith 20th ANNIVERSARY SP!!
w/ADAM at / aivolic

新宿LOFT "SKA CRASH 2024" 出演
w / NO SPORTS(Germany) / THE AUTOCRATICS / THE SENSATIONS / COQUETTISH / MY SHOES MY CAP / ROLLINGS / RUDE BONES / SEVEN STEP / SKA FREAKS / THE SPYMAKER / TIJUANA BROOKS / TROPICAL GORILLA etc...

2025年5月 堺東Goith 【POTSHOT 30TH ANNIVERSARY TOUR 】出演
w / POTSHOT  <2MAN LIVE>

6月 堺東Goith "XMAS EILEEN Drum presents 【GOOD ROCK-count5-】 2MAN LIVE ~堺東Goith21th Anniversary~" 出演
w / XMAS EILEEN  <2MAN LIVE>

## エピソード
- 2017年7月19日にリリースしたシングル表題曲「Calling me」のMVでは現役プロレスラーであるアルティメット・スパイダーJr.選手とグンソ(ダブプロレス)選手が出演するプロレスムービーとなっている。ロケ場所は大阪のティグレジム。[4]
- 絶叫する60度、ケミカル⇄リアクションなどをはじめとするアイドルとも親交関係が深く、数々のイベントやツアーで共演している。ケミカル⇄リアクションは2017年12月7日にオバリミの楽曲である『カメレオン』、『さよなラビット』のカバーCDをリリース、同日にWレコ発としてツーマンライブが行われた。

## タイアップ
- ABCマート、( 『 エービーシー・マート presents ABC Recommends!  』2014年12月23日〜オンエア)-「NEVER LAND」
- 勇さんのびわ湖カンパニー(びわ湖放送 J-COMウエスト 2015年1月オンエア)　-「NEVER LAND」1月度EDテーマ
- ABCマート、( 『 エービーシー・マート presents ABC Recommends!  』2017年7月18日〜オンエア)-「Calling me」
- アプリどっとみぃ♪(東京MX 2017年12月7日 25:40～オンエア) - 「Calling me」EDテーマ[5]
- HYPERDASH基地 (ベイコムチャンネル（地デジ11CH） オンエア)-「Downforce」オープニングテーマ

## メディア
- インディーズ・マガジン INTERVIEW掲載 1999年02月号(Vol.20)[6][7]
- 激ロック 2017年7月号 INTERVIEW掲載[3]
- 激ロック 2017年12月号 INTERVIEW掲載[8]

## ミュージックビデオ
| 監督 | 曲名                 | 備考            |
| ---- | -------------------- | --------------- |
| 不明 | 「さよなラビット」   | 2011/10/25 公開 |
| 不明 | 「let's go to city」 | 2012/12/06 公開 |
| 不明 | 「MERA」             | 2013/09/17 公開 |
| 不明 | 「meaningful love」  | 2014/01/02 公開 |
| 不明 | 「カメレオン」       | 2014/10/24 公開 |
| 不明 | 「NEVER LAND」       | 2015/10/19 公開 |
| 不明 | 「Calling me」       | 2017/07/07 公開 |